# 2009 en Tunisie
Chronologie de la Tunisie
- 2005
- 2006
- 2007
- 2008
- 2009
- 2010
- 2011
- 2012
- 2013

Cet article présente les faits marquants de l'année 2009 en Tunisie.

## Évènements principaux
- Élection présidentielle : Réélection du président sortant Zine el-Abidine Ben Ali pour un cinquième mandat ;
- Divers procès dans le cadre de la lutte antiterroriste ;
- Nouvelle licence de téléphonie mobile en juin ;
- Pluies torrentielles en septembre ;
- Divers procès contre des journalistes.

## Chronologie

### Janvier
- 5 janvier : Le procès de trois hommes, accusés de complicité dans l'attentat de la Ghriba, organisé à Djerba en avril 2002, s'ouvre à Paris ; l'attaque contre la synagogue de la Ghriba avait fait 21 morts dont quatorze touristes allemands, cinq Tunisiens et deux Français. Les hommes, accusés d'avoir à des degrés divers incité et aidé le kamikaze à commettre son acte, doivent répondre devant la cour d'assises spéciale de Paris de « complicité et tentatives d'assassinat en relation avec une entreprise terroriste » et risquent un maximum de vingt ans de prison. L'Allemand d'origine polonaise, Christian Ganczarski, est considéré par les enquêteurs et juges antiterroristes français et allemands comme un membre important du réseau islamiste Al-Qaïda et le personnage central de ce dossier. Walid Nawar est le frère du jeune Tunisien qui s'est fait exploser dans l'attentat ; Khalid Cheikh Mohammed, accusé aussi d'avoir planifié les attaques contre le World Trade Center et le Pentagone en septembre 2001, est absent du procès car il est détenu sur la base américaine de Guantánamo après son arrestation au Pakistan en mars 2003[1].
- 7 janvier : Le Conseil des ministres adopte un projet de loi portant sur des dispositions exceptionnelles liées au statut des professeurs de l'enseignement supérieur. Il fixe l'âge de la retraite à 65 ans pour les professeurs et les maîtres de conférences et prévoit également la possibilité de leur maintien en activité par décret, jusqu'à l'âge de 70 ans au maximum.

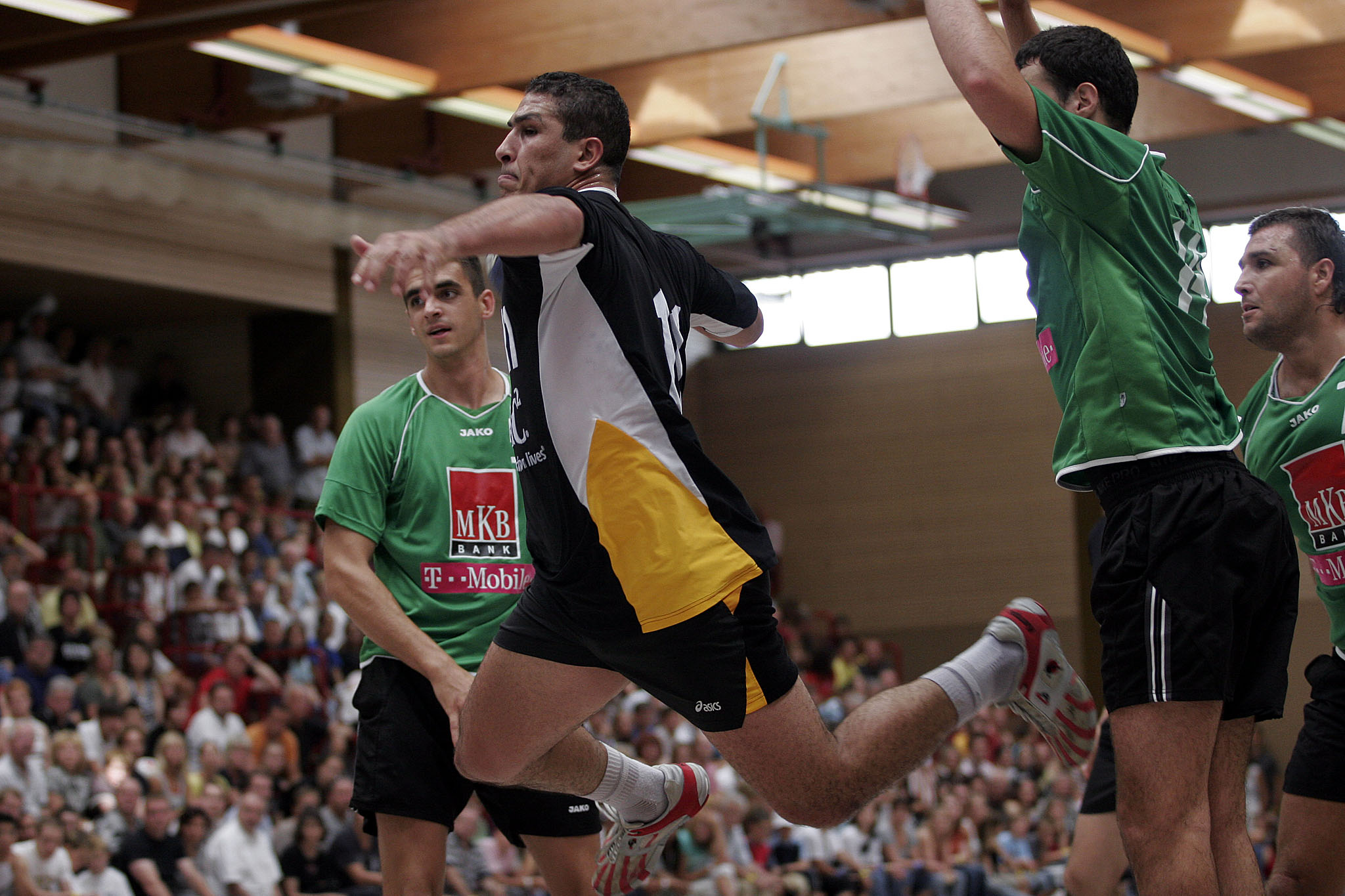
Issam Tej en 2007.

- 17 janvier : Pour sa première rencontre dans le cadre du championnat du monde de handball masculin, la Tunisie bat la Macédoine (25-24) grâce notamment à sept points marqués par Issam Tej. L'équipe finit toutefois éliminée dès le premier tour après ses défaites contre l'Allemagne (24-26), la Russie (31-36) et la Pologne (31-27) et une victoire symbolique contre l'Algérie (36-25).
- 19 janvier : Une barque transportant 35 migrants clandestins vers l'Italie fait naufrage en causant la disparition de 26 personnes ; neuf parviennent à être secourues.
- 22 janvier : Le ministre du Tourisme Khelil Lajimi annonce un plan de quarante millions de dinars pour la promotion du tourisme en 2009.
- 30 janvier : Des poursuites judiciaires sont annoncées contre la journaliste Sihem Bensedrine et toute autre personne ayant participé au lancement, le 26 janvier, de Radio Kalima « sans autorisation légale ».

### Février
- 4 février : La cour d'appel de Gafsa (sud-ouest du pays) condamne en appel, tout en réduisant certaines peines, 38 Tunisiens pour leur participation, au premier semestre 2008, à des manifestations contre le chômage, le coût de la vie et la corruption qui avaient dégénérées. Une personne avait été tuée par balles le 6 juin de cette année à Redeyef, ville du bassin minier producteur de phosphate.
- 5 février : 
  - Amnesty International « appelle à la libération immédiate et sans conditions des responsables syndicaux », condamnés la veille, « et de tous ceux emprisonnés pour avoir exercé de manière pacifique leur droit à la liberté d'expression et de rassemblement ». Amnesty International « estime que la procédure d'appel a également été entachée de violations des normes d'un procès juste » et souligne que les avocats de la défense « se sont vu refuser le droit d'appeler des témoins et de les contre-interroger ».
  - La cour d'assises spéciale de Paris condamne Christian Ganczarski à 18 ans de prison pour complicité dans l'attentat de la Ghriba qui avait fait 21 morts en 2002. Elle condamne aussi Walid Nawar, frère du kamikaze, à douze ans de prison.
- 6 février : Le club d'Al Ahly SC remporte la Supercoupe de la CAF en battant le Club sportif sfaxien par un score de 2-1.

### Mars
- 13 mars : Le Premier ministre Mohamed Ghannouchi annonce le maintien de l'heure légale et donc l'annulation du passage à l'heure d'été instauré en 2006.

### Avril

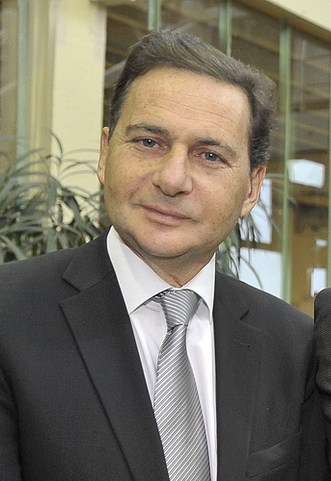
Éric Besson en 2010.

- 3 avril : Le ministre français de l'Immigration, Éric Besson, est en visite à Tunis pour une première mise en œuvre de l'accord de gestion concertée des flux migratoires franco-tunisien signé un an auparavant, en présence du Premier ministre Mohamed Ghannouchi. Le premier projet de cet accord a été lancé avec le ministre de l'Éducation nationale Hatem Ben Salem et concerne un centre de formation pilote aux métiers du bâtiment à El Kabaria, une banlieue populaire de Tunis. Selon l'accord, la France engage quarante millions d'euros sur la période 2008-2011 pour « le développement solidaire », dont trente millions consacrés aux projets de formation professionnelle.
- 4 avril : Le président sortant Zine el-Abidine Ben Ali (72 ans) promet une compétition « loyale » à ses concurrents aux prochaines élections, affirmant vouloir encourager la critique et la liberté d'informer. Il est candidat à sa propre succession pour un cinquième quinquennat à la présidence face à trois postulants déclarés de l'opposition parlementaire.
- 15 avril : Le ministre des Finances, Mohamed Rachid Kechiche, revoit à la baisse ses projections de croissance pour 2009, qui passent de 5 % à 4,5 % sous l'effet de la crise financière mondiale. La contraction des ressources fiscales pourrait être compensée par une réduction de la subvention des prix des hydrocarbures en cas de stabilisation des prix du pétrole à leur niveau actuel. Il est aussi envisagé une prise en charge par l'État des cotisations patronales pour les entreprises menacées, le renforcement des crédits pour l'infrastructure de base et l'augmentation des salaires pour améliorer le pouvoir d'achat.
- 18 avril : Un jeune mathématicien, Karim Ghariani (19 ans), vient de mettre au point une démonstration qui « introduit une innovation » dans la théorie des nombres de Bernoulli, vieille de plus de cent ans. Étudiant en première année à l'Institut national des sciences appliquées et de technologie, il est parvenu « par hasard » à établir une démonstration qui « simplifie » la théorie des nombres de Bernoulli, mathématicien italien à l'origine de nombreux théorèmes servant dans le calcul des polynômes et des probabilités, et « la rend désormais accessible aux étudiants »[2].
- 24 avril : Le Premier ministre français François Fillon termine une visite de deux jours marquée par la signature de huit accords de coopération, dont l'un en matière d'énergie nucléaire civile.

### Mai
- 14 mai : Une étudiante de 23 ans est condamnée en vertu de la loi antiterroriste à six ans de prison, par le Tribunal de première instance de Tunis, pour « adhésion à une organisation faisant du terrorisme un moyen de réaliser ses objectifs » — Al-Qaïda au Maghreb islamique — et incitation au recrutement. Elle avait reconnu avoir collecté des fonds au profit de la population de Gaza après l'offensive de l'armée israélienne contre ce territoire palestinien ; mais « ces fonds ont abusivement servi à financer un voyage clandestin de son époux en Algérie pour rejoindre l'AQMI ». À son retour en Tunisie, il avait été arrêté et condamné à huit ans et demi de prison. Un professeur d'université et une autre étudiante ont été aussi condamnés à deux ans de prison ferme « pour avoir contribué à la collecte de fonds pour Gaza à l'Université de Sousse »[3].
- 21 mai : Le gouvernement annonce que France Télécom et Turkcell (numéro un turc de la téléphonie mobile) ont répondu à un appel d'offres lancé pour la vente d'une licence de téléphonie fixe et mobile comprenant l'installation d'un réseau et la fourniture de services 2G et 3G.
- 22 mai : Bricorama inaugure dans la banlieue nord de Tunis la première grande surface du pays spécialisée dans le bricolage. Le partenaire tunisien est le groupe Med Business Holding présidé par Imed Trabelsi, neveu de la première dame Leïla Ben Ali.
- 23 mai : Larbi Boukamha, styliste de mode, est inscrit dans le Livre Guinness des records pour avoir créé le plus long pantalon du monde. Le vêtement mesure cinquante mètres de long sur 36 mètres de large.

### Juin
- 3 juin : À l'issue de la session principale du baccalauréat, organisée jusqu'au 10 juin, 42,39 % des 134 929 candidats obtiennent leur diplôme. La section mathématiques obtient le meilleur taux de réussite (63,54 %) à l'opposé de la section lettres (29,67 %).
- 6 juin : 22 Tunisiens, âgés de 21 à 35 ans et originaires du Sud tunisien (Gabès, Gafsa, Kébili et Kasserine), sont condamnés à des peines allant de trois à huit ans de prison ferme pour adhésion à un groupe salafiste « terroriste ». Les prévenus ont nié ces accusations et affirmé avoir été forcés à des aveux « sous le coup de la torture ».
- 22 juin : Deux premiers cas de grippe H1N1 sont annoncés chez deux ressortissants tunisiens arrivés des États-Unis.
- 26 juin : Le consortium rassemblant Divona et Orange de France Télécom remporte la nouvelle licence de téléphonie avec une offre de 257,251 millions de dinars.

### Juillet
- 11 juillet : Le skipper français Marc Thiercelin (49 ans) a battu  le record de la Méditerranée en monocoque (DCNS 1000) et en solitaire entre Marseille et Carthage (environ 450 milles nautiques, 830 km) en 33 heures 13 minutes et 20 secondes avec de superbes conditions de navigation. Le 4 juin, Kito de Pavant avait parcouru la distance en une journée, 45 heures, 57 minutes et 15 secondes de navigation.
- 13 juillet : L'hebdomadaire Al Mawkif, organe arabophone du Parti démocrate progressiste (PDP), mouvement de l'opposition légale, affirme avoir été victime de censure sur son dernier numéro, une accusation démentie par les autorités. Le numéro en question dénonçait une « agression » contre les dirigeants du PDP lors d'une visite à Sidi Bouzid (283 kilomètres au sud de Tunis) et accusait le ministre de l'Intérieur d'en être responsable.
- 17 juillet : Le groupe de distribution français Monoprix signe un accord de partenariat avec le groupe tunisien Mabrouk pour le développement de l'enseigne Monoprix en Tunisie en s'adossant à la centrale d'achats française de Monoprix, codétenue par les groupes de distribution Casino et Galeries Lafayette. Depuis 1999, le groupe Mabrouk exploite déjà une soixantaine de magasins sous l'enseigne Monoprix en Tunisie, mais les produits qui y sont vendus ne proviennent pas de la centrale d'achat française. Mabrouk est le leader du commerce organisé en Tunisie et a réalisé en 2008 un chiffre d'affaires d'un milliard d'euros.

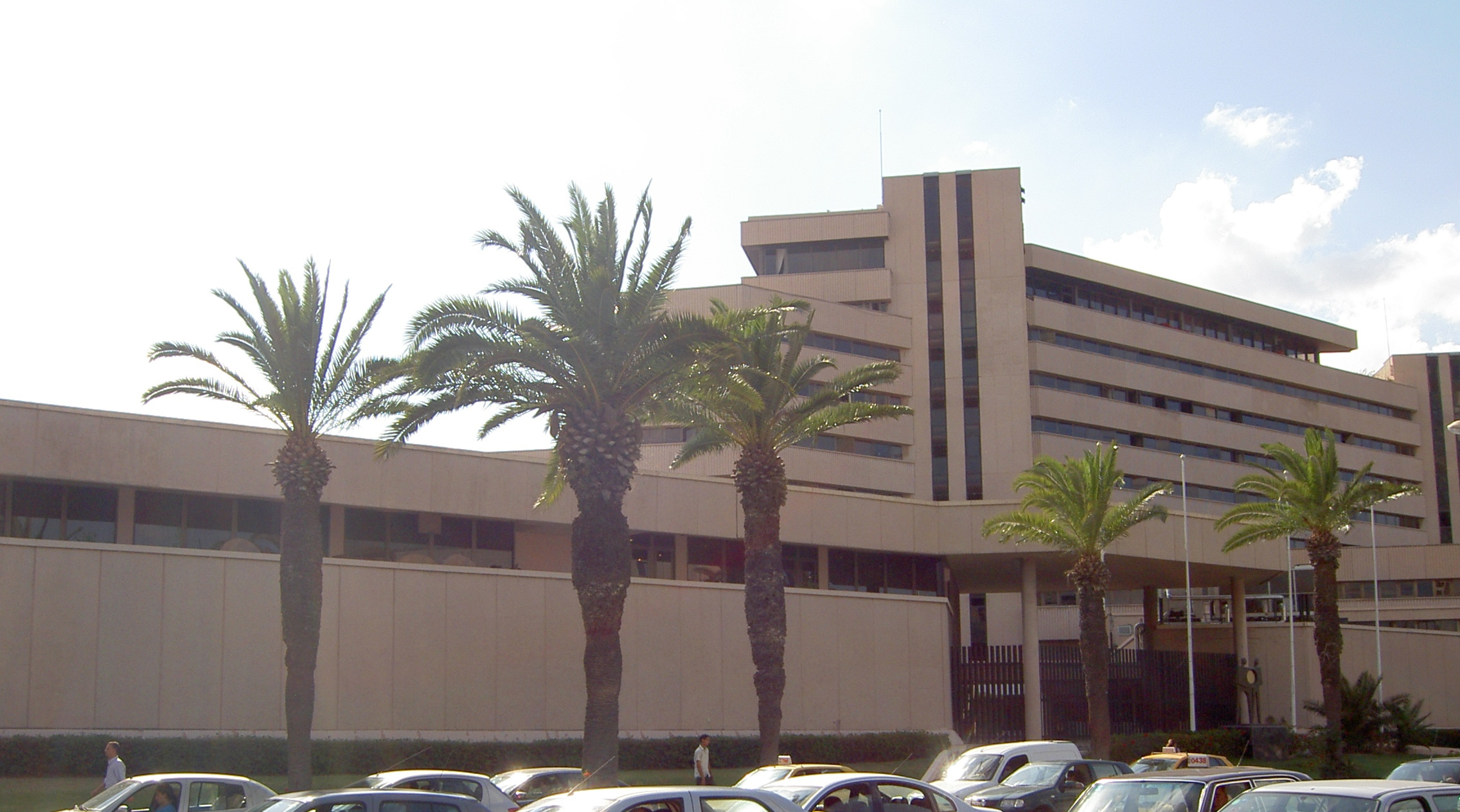
Banque centrale de Tunisie.

- 25 juillet : Le gouverneur de la Banque centrale de Tunisie annonce la mise en circulation d'un billet de cinquante dinars. C'est le savant Ibn Rachik qui a été choisi pour figurer sur le recto.
- 28 juillet : La suspension du petit pèlerinage à La Mecque est annoncée par le ministre des Affaires religieuses en raison de l'absence de vaccin contre le virus H1N1.

### Août
- 15 août : Jameleddine Karmaoui est élu président du Syndicat national des journalistes tunisiens durant un congrès contesté par l'ancienne direction.
- 26 août : Le président Zine el-Abidine Ben Ali dépose officiellement au siège du Conseil constitutionnel au Bardo, près de Tunis, sa candidature aux élections présidentielles pour un cinquième quinquennat, « en réponse à l'appel du devoir et en renouvellement de l'engagement » pris auprès des Tunisiens. Âgé de 72 ans, il avait été réélu la dernière fois en 2004 avec 94,49 % des voix exprimées face à trois candidats. Ce quatrième mandat avait été rendu possible par un amendement de la Constitution de 1959 qui supprimait la limitation à trois du nombre de mandats consécutifs et instituait une limite d'âge du candidat à 75 ans.

### Septembre
- 5 septembre : La commission tunisienne de pèlerinage invite les fidèles musulmans « à faire preuve de raison et de responsabilité avant de prendre une décision définitive, et de reporter à l'année prochaine l'accomplissement du rite du pèlerinage » du hajj, rassemblement annuel à La Mecque prévu fin novembre. Face aux risques de propagation de la grippe H1N1, la Tunisie avait suspendu le petit pèlerinage à La Mecque et durci les critères de sélection des candidats pour le hajj, limitant notamment l'âge des pèlerins à 65 ans.
- 22 septembre : 17 morts et huit blessés sont signalés dans la région de Redeyef à la suite de pluies torrentielles qui s'abattent sur le pays. Un nombre indéterminé de disparus et d'importants dégâts matériels sont aussi recensés. Des opérations de secours sont lancées avec la participation de l'armée, de la protection civile et de la garde nationale.
- 26 septembre : Le docteur Mustapha Ben Jaafar (69 ans), médecin, fondateur et secrétaire général du Forum démocratique pour le travail et les libertés, dépose officiellement sa candidature à la prochaine élection présidentielle. C'est la première fois que ce médecin, l'une des figures majeures de l'opposition tunisienne, entre dans la course à la magistrature suprême[4].
- 27 septembre : Le docteur Mustapha Ben Jaafar voit sa candidature à la présidentielle invalidée par le Conseil constitutionnel, au motif qu'il n'a pas été élu à la tête de son parti depuis plus de deux ans, comme l'exige une « loi électorale provisoire » adoptée l'année précédente[5].

### Octobre
- 5 octobre : Le Syndicat général de l'enseignement primaire lance un appel à un débrayage d'une journée en solidarité avec ses membres arrêtés à la suite des mouvements de protestation de 2008 à Redeyef. Il revendique une participation de près de 60 %.

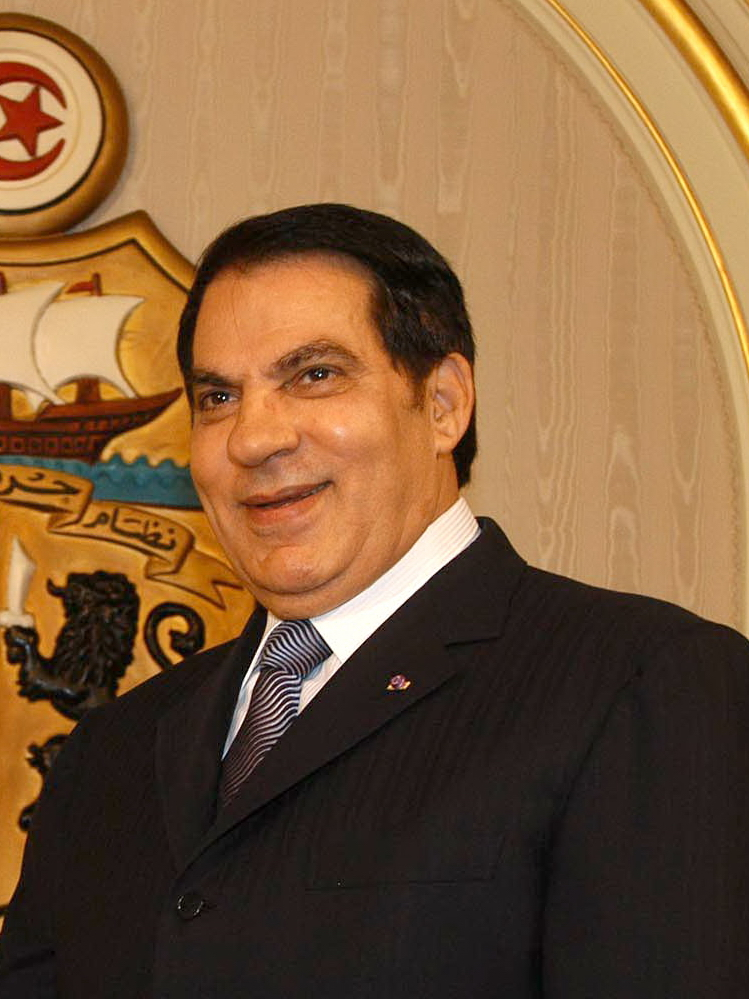
Zine el-Abidine Ben Ali en 2008.

- 6 octobre : À la suite de la suspension du petit pèlerinage à La Mecque, en juillet, c'est le hajj qui se voit reporté pour les mêmes raisons de santé.
- 9 octobre : Le porte-parole de la présidence de la République annonce la destitution du ministre Rafaâ Dekhil et la nomination d'Oussama Romdhani à titre intérimaire.
- 11 octobre : Le président Zine el-Abidine Ben Ali donne le coup d'envoi de la campagne électorale pour la présidentielle et les législatives prévues le 25 octobre lors d'un grand meeting populaire à Radès, près de Tunis. Il promet de faire de l'emploi « la priorité absolue » de son prochain mandat. Selon lui, il ne restera « aucune famille tunisienne sans travail ou sans source de revenus, au moins pour l'un de ses membres, au terme de 2014 ». La Tunisie connaît alors un chômage chronique de 14 %, alors que quelque 70 000 diplômés de l'enseignement supérieur arrivent chaque année sur le marché de l'emploi. Parmi les autres 24 points de son programme : augmenter de 40 % le revenu par tête d'habitant (5 000 dinars actuellement), fournir une couverture sociale à 98 % des Tunisiens (86 % actuellement) et porter le taux des ménages propriétaires d'un logement à 90 % (80 % actuellement)[6].
- 16 octobre :  L'effondrement d'un chantier d'extension en hauteur d'une usine de meubles à Hammam Sousse (160 km au sud de Tunis) cause la mort d'au moins huit personnes, dont cinq disparues, et en blesse quinze autres.
- 20 octobre : La journaliste française, Florence Beaugé, journaliste au service international du journal Le Monde est refoulée dès son arrivée à l'aéroport de Tunis et se voit désormais interdite d'entrée sur le territoire.
- 23 octobre : Reporters sans frontières et cinq ONG locales, dont l'Association tunisienne des femmes démocrates et la Ligue tunisienne des droits de l'homme, publient deux rapports dressant un sombre bilan de la démocratie en Tunisie, à l'avant-veille des élections présidentielle et législatives. Selon un premier bilan, le président sortant Ben Ali a eu droit à 97,22 % de l'espace total consacré à la campagne présidentielle par la presse écrite, le reste se partageant entre les trois autres candidats. Le parti du chef de l'État a eu droit à 69,9 % dans la presse publique et 50,7 % dans la presse privée, dans le cadre des législatives. Les auteurs font état d'une « régression », avec des « obstacles à la liberté d'expression » et des « pressions sur les journalistes ». Le rapport de Reporters sans frontières estime que « les autorités tunisiennes utilisent tous les moyens à leur disposition pour museler l'opposition » soulignant que « les Tunisiens n'ont pas accès à une information équilibrée »[7].
- 24 octobre : Le président Zine el-Abidine Ben Ali affirme que la campagne électorale pour la présidentielle et les législatives « s'est déroulée dans le cadre de la loi et des principes démocratiques, et dans un contexte qui a permis aux candidats de faire entendre leur voix et de présenter leur programme », précisant que les tranches horaires de la couverture audiovisuelle « ont été réparties entre les diverses listes, conformément à la loi ». L'Observatoire national des élections a publié auparavant un bilan du temps d'antenne proportionnellement équilibré pour tous les partis en lice.
- 25 octobre : Le président Zine el-Abidine Ben Ali est réélu à l'occasion des cinquièmes élections depuis son arrivée au pouvoir en 1987. Il remporte 89,62 % des suffrages contre 5,01 % pour Mohamed Bouchiha. La participation officielle est de 89,40 %.
- 31 octobre : Le député UMP Éric Raoult, président le groupe d'amitié France-Tunisie à l'Assemblée nationale française, justifie la mesure d'expulsion de la journaliste Florence Beaugé par la teneur de ses écrits sur la Tunisie[8].

### Novembre
- 5 novembre : Une grâce présidentielle est annoncée en faveur de soixante prisonniers du bassin minier de Redeyef arrêtés à la suite des mouvements de protestation de juin 2008.
- 11 novembre : Ahmed Inoubli (52 ans), avocat et chef de l'Union démocratique unioniste (opposition légale), candidat à la présidentielle considéré comme proche du pouvoir, estime que la France doit des excuses officielles et des réparations à la Tunisie pour sa politique coloniale du temps du protectorat (1881-1956) : « Pour la mémoire des hommes et des femmes qui ont sacrifié leur vie pour cette terre, nous demandons à la France de s'excuser et de compenser le pillage de ce pays durant la colonisation ».
- 14 novembre : La sélection nationale est éliminée de la phase finale de la coupe du monde de football 2010 après sa défaite face au Mozambique (0-1).
- 26 novembre : Le journaliste Taoufik Ben Brik (49 ans) est condamné à six mois de prison ferme, par le Tribunal de première instance de Tunis, pour « faits de violence, outrage public aux bonnes mœurs et dégradation volontaire des biens d'autrui » après avoir été jugé coupable d'agression sur une femme d'affaires. Elle l'accuse d'avoir délibérément embouti sa voiture, de l'avoir frappée et injuriée devant deux témoins. Ben Brik affirme être « victime d'un traquenard » posé par la police politique en raison de ses écrits contre le régime du président Zine el-Abidine Ben Ali. Des organisations internationales de défense de la liberté de la presse soutiennent cette thèse et estiment que les charges ont été fabriquées de toutes pièces pour sanctionner ses prises de position critiques, publiées récemment dans la presse française[9].
- 30 novembre : Reporters sans frontières dénonce le transfert en secret du journaliste et opposant Taoufik Ben Brik, condamné à six mois d'emprisonnement, dans une prison située à 130 kilomètres au sud-ouest de Tunis, estimant que « la justice lui impose des conditions d'éloignement injustifiées » à 200 kilomètres de sa famille. De plus, le journaliste, est atteint d'une maladie dégénérative des défenses immunitaires[10].

### Décembre
- 1er décembre : Le journaliste Zouhair Makhlouf est condamné à trois mois de prison ferme et à une amende de 6 000 dinars (3 000 euros) pour « atteinte au droit de l'image » par le Tribunal de première instance de Grombalia (40 kilomètres au sud de Tunis) pour avoir réalisé un reportage vidéo sur l'état de l'environnement dans une zone industrielle à Nabeul (nord-est). Rédacteur d'Al Mawkif, hebdomadaire du Parti démocrate progressiste (opposition légale) et du site international d'information en ligne « Essabil On Line », basé en Allemagne, il est aussi membre-fondateur de l'association de défense des droits de l'homme « Liberté et équité »[11].
- 3 décembre : Le journaliste Taoufik Ben Brik, condamné à six mois de prison ferme, a observé selon son avocat une grève de la faim de huit à dix jours, qu'il a cessé le 30 novembre, mais il reste très affaibli.
- 25 décembre : Un islamiste tunisien, Yassine Ferchichi, est expulsé par la France vers le Sénégal à l'issue de son incarcération où sa condamnation avait été assortie d'une interdiction du territoire. L'Action des chrétiens pour l'abolition de la torture, la Fédération internationale pour les droits humains, la Ligue des droits de l'homme ainsi que son avocat avaient exhorté les autorités françaises à ne pas l'expulser en Tunisie en raison « de risques graves de tortures ». Il avait été condamné en octobre 2008 en France à six ans de prison pour sa participation au groupe Ansar al-Fath (Partisans de la Victoire) dirigé par l'islamiste franco-algérien Safé Bourada ; celui-ci aurait projeté des attentats en France. Selon son avocat, Yassine Ferchichi avait été arrêté et torturé en 2004 par la police politique tunisienne et condamné à deux reprises par contumace, sur le fondement de la loi antiterroriste de 2003, pour un total de 32 ans d'emprisonnement[12].

## Culture
- 25 avril : le Comar d'or est attribué à :
  - ouvrage en langue arabe :  حي باب سويقة (Hay Bab Souika) d'Abdelkader Belhaj Nasr ;
  - ouvrage en langue française : La Marche de l'incertitude de Yamen Manaï .

## Décès
- 8 février : Faouzi Belkahia, économiste et ancien ministre, 61 ans
- 24 février : Abderrazak Sahli, peintre contemporain, 68 ans
- 19 juin : Mohamed Salah Jebri, nouvelliste, romancier et chercheur, 69 ans
- 10 juillet : Amor Ben Mahmoud, sculpteur et peintre, 71 ans
- 25 juillet : Mohamed Salah Ayari, magistrat et ancien ministre, 94 ans
- 5 septembre : Rachid Driss, homme politique, ministre et diplomate, 92 ans
- 12 octobre : Ali Gharbi, nageur, 54 ans
- 23 octobre : Zoubeir Turki, peintre, 85 ans
- 14 décembre : Jaafar Majed, poète, 69 ans
- 28 décembre : Habib Bourguiba Jr., ancien ministre, 82 ans